# Station Hammerton
Hammerton is een spoorwegstation van National Rail in Kirk Hammerton, Harrogate in Engeland. Het station is eigendom van Network Rail en wordt beheerd door Northern Rail. 